# U-969
Unterseeboot 969 foi um submarino alemão do Tipo VIIC, pertencente a Kriegsmarine que atuou durante a Segunda Guerra Mundial.

## Comandantes
| Comandante            | Data                                      |
| --------------------- | ----------------------------------------- |
| Oblt. (R) Max Dobbert | 24 de março de 1943 - 6 de agosto de 1944 |

## Subordinação
Durante o seu tempo de serviço, esteve subordinado às seguintes flotilhas:
| Período                                        | Flotilha                                   |
| ---------------------------------------------- | ------------------------------------------ |
| 24 de março de 1943 - 30 de setembro de 1943   | 5. Unterseebootsflottille (treinamento)    |
| 1 de outubro de 1943 - 29 de fevereiro de 1944 | 7. Unterseebootsflottille (serviço ativo)  |
| 1 de março de 1944 - 6 de agosto de 1944       | 29. Unterseebootsflottille (serviço ativo) |

## Operações conjuntas de ataque
O U-969 participou das seguinte operações de ataque combinado durante a sua carreira:
- Rudeltaktik Siegfried (22 de outubro de 1943 - 27 de outubro de 1943)
- Rudeltaktik Siegfried 1 (27 de outubro de 1943 - 30 de outubro de 1943)
- Rudeltaktik Körner (30 de outubro de 1943 - 2 de novembro de 1943)
- Rudeltaktik Tirpitz 2 (2 de novembro de 1943 - 8 de novembro de 1943)
- Rudeltaktik Eisenhart 3 (9 de novembro de 1943 - 15 de novembro de 1943)
- Rudeltaktik Schill 2 (17 de novembro de 1943 - 22 de novembro de 1943)
- Rudeltaktik Weddigen (22 de novembro de 1943 - 4 de dezembro de 1943)